# Siraj ud-Daulah
Mîrzâ Muhammad Sirâj-ud-Daulah (Urdú: مرزا محمد سراج الدولہ, Bengalí: নবাব সিরাজদৌল্লা), més freqüentment conegut amb el nom de Siraj ud-Daulah (1733 – 2 de juliol de 1757), va ser l'últim  Nabab independent de Bengala, Bihar i Orissa. El final del seu govern marca el principi del control de la Companyia Britànica de les Índies Orientals sobre Bengala i posteriorment sobre gairebé tot el sud d'àsia. També era conegut amb el nom de Sir Roger Dowlett per molts dels britànics que eren incapaços de pronunciar correctament el seu nom.

## Primers anys
Zain Uddin, pare de Siraj, va ser governador de Bihar i la seva mare, Amina Begum, era la filla petita del Nabab de Bengala, Alivardi Khan. Donat que Alivardi Khan no va tenir cap fill, Siraj, com a net seu, es va mantenir sempre a prop seu i des de ben petit va ser vist per molts com el successor al tron de Murshidabad. En conseqüència, va ser criat al palau del Nabab, on va rebre tota l'educació i la formació necessàries per a convertir-se en el futur, en un Nabab adequat. El jove Siraj va estar al costat d'Alivardi en les seves campanyes militars contra els Maratha el 1746.
El 1752, Alivardi Khan va declarar oficialment al seu net hereu i successor del tron, provocant una considerable divisió dins la família i la cort.

## Govern com a Nabab
Mirza Mohammad Siraj va succeir Alivardi Khan com a Nabab de Bengala l'abril de 1756 a l'edat de 23 anys amb el nom de Siraj ud-Daulah. La designació de Siraj ud-Daulah en la successió d'Alivardi, va despertar la gelosia i l'enemistat de Ghaseti Begum (germana gran de la mare de Siraj), de Raja Rajballabh, de Mir Jafar i de Shawkat Jang (cosí de Siraj). Ghaseti Begam posseïa enormes riqueses, les quals eren la font de la seva influència i força. En rebre una seriosa oposició per part d'ella, Siraj ud-Daulah li van prendre les seves riqueses del Palau de Motijheel i la va confinar en una cel·la. Com a Nabab va atorgar poder als seus favorits. Mir Mardan va ser nomenat Bakshi (tresorer de l'exèrcit) en substitució de Mir Jafar. Mohanlal va ser elevat al rang de Peshkar al Diwan de Khana i va exercir una gran influència en la seva administració. Per acabar, Siraj va cessar Shaukat Jang, governador de Purnia, el qual va morir en un enfrontament.

### El forat negre de Calcuta
Siraj, com a deixeble polític directe del seu avi, era conscient de l'interès britànic en la colonització de l'Índia i per aquest motiu, tenia un fort ressentiment per la presència britànica tant política com militar a Bengala, representada per la Companyia Britànica de les Índies Orientals. Estava molest per la suposada participació de la companyia en la instigació a alguns dels membres de la seva pròpia cort en una conspiració per enderrocar-lo. Les seves acusacions contra la companyia eren principalment tres. En primer lloc, que havien enfortit les fortificacions al voltant de Fort William dissimuladament i sense la seva aprovació. En segon lloc, l'enorme abús que feien dels privilegis de comerç que havien rebut dels emperadors mogols, els quals van provocar una gran pèrdua dels drets de duana del seu govern. Y en tercer lloc, que donaven refugi a alguns dels seus funcionaris, com per exemple Krishnada, fill de Rajbalav, el qual havia fugit de Dhaka després d'haver-se apropiat indegudament de fons del govern. Per tant, quan la companyia va començar a promoure encara més la preparació militar de Fort William a Calcuta, Siraj els va demanar que s'aturessin. La companyia no va fer cas de les seves directives, per la qual cosa Siraj ud-Daulah, en represalia, va capturar Calcuta (breument anomenada Alinagar) als britànics el juny de 1756. Durant aquest temps, se'l acusa d'haver posat 146 súbdits britànics en una cambra de 20 per 20 peus, coneguda com el famós Forat Negre de Calcuta. Es deia que només 23 havien sobreviscut a la prova durant la nit. Els fets reals al voltant de l'incident són impugnats pels historiadors posteriors, però en aquell moment la versió esgarrifosa d'aquest incident explicada per un supervivent (Holwell), va tenir una àmplia difusió a Anglaterra i va ajudar a obtenir suport perquè la conquesta de l'Índia per part de la Companyia continués.

### La Batalla de Plassey
La batalla de Plassey (o Palashi) és unànimement considerada com punt d'inflexió de la història de l'Índia, ja que va obrir el camí a la dominació britànica. Després de la conquesta de Calcuta per part de Siraj ud-Daulah, els britànics van respondre enviats tropes de refresc de Madras per recuperar el fort i venjar l'atac rebut. Siraj ud-Daulah es va enfrontar als britànics que fugien en retirada a Plassey, però traït per una conspiració encapçalada per Jagat Seth, Mir Jafar, Krishna Chandra, Umi Chan i d'altres, va perdre la batalla i va haver de fugir. Inicialment es va dirigir a Murshidabad i des d'allà a Patna, però finalment va ser arrestat pels soldats de Mir Jafar. Siraj ud-Daulah va ser executat el 2 de juliol de 1757 per Mohammad Ali Beg per ordre de Mir Jafar.

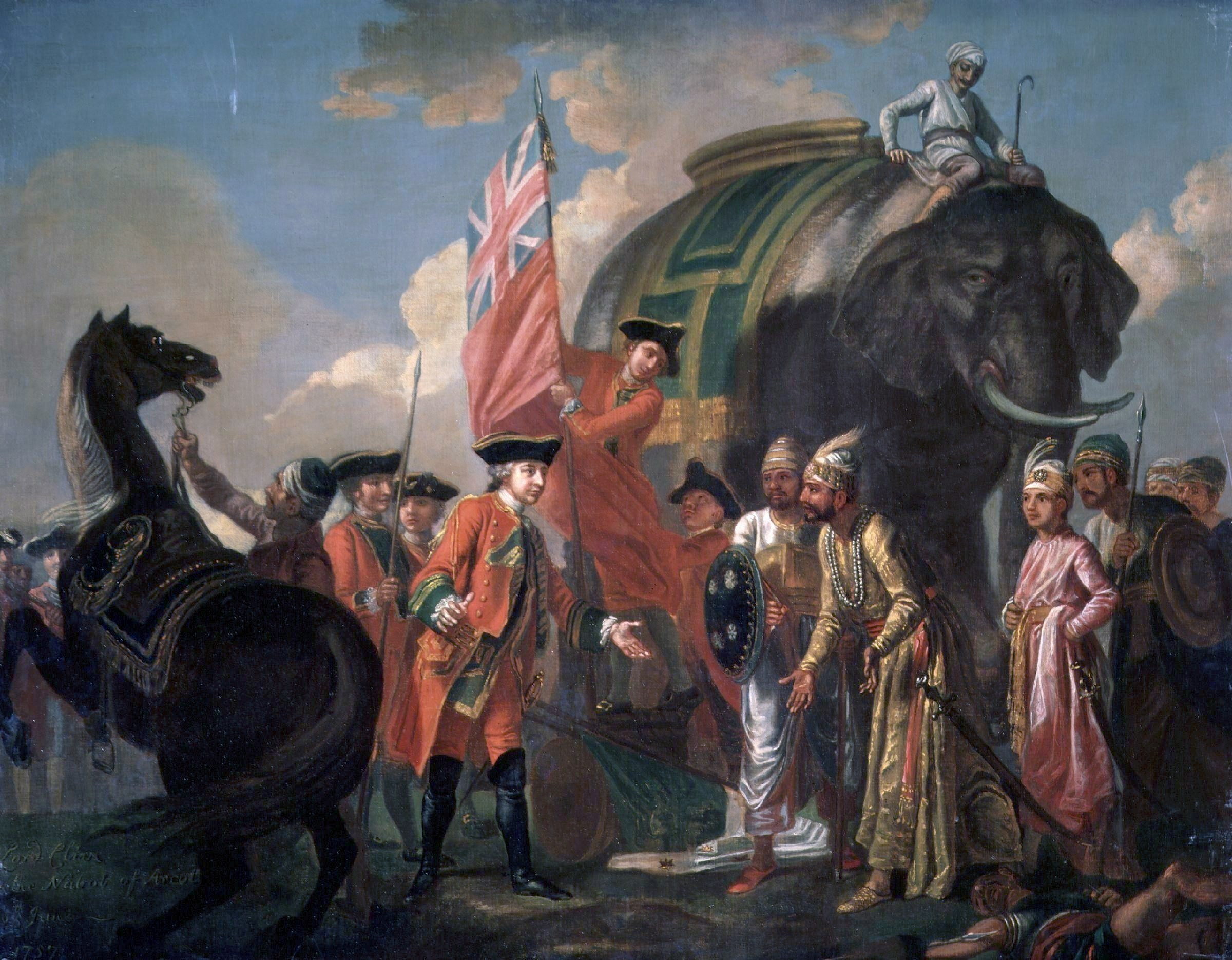
Robert Clive, primer Baró Clive, en una trobada amb Mir Jafar després de la batalla de Plassey, per Francis Hayman

## Personalitat de Siraj ud-Daulah
Siraj ud-Daulah sol ser proclamat com un lluitador per la llibertat en la moderna Índia, Bangladesh, i Pakistan per la seva oposició a l'annexió britànica. Com adolescent, va portar una vida imprudent, que va arribar a coneixement del seu avi. Però mantenint la promesa que va fer el seu estimat avi en el seu llit de mort, va renunciar a jugar i beure alcohol per complet després de convertir-se en Nabab. Va ser un lluitador ferotge contra els Maratha i els pirates del sud de Bengala com a príncep durant la dècada de 1740, però les seves forces van ser posteriorment derrotades per les forces britàniques, malgrat ser enormement superades en nombre.
Siraj ud-Daulah has estat descrit, diu el biògraf de Lord Clive, com un monstre viciós, cruel i depravat. El 1778, Robert Orme va escriure sobre la seva relació amb el seu avi matern Alivardi Khan:
Mirza Mahmud Siraj, un jove de 17 anys, havia descobert les inclinacions més vicioses, a una edat en la qual només s'esperen bogeries per part dels prínceps. Però el gran afecte que Alivardi havia tingut pel pare s'havia traslladat a aquest fill, al qual va criar alguns anys al seu propi palau, on en lloc de corregir les males inclinacions de la seva naturalesa, les va deixar augmentar amb una desmesurada indulgència. Ensenyat pels seus subordinats a considerar-se a si mateix com un ser d'ordre superior, la seva crueltat natural, enfortida pel costum, conscients que no era maldreste, però si absurd. Era obstinat, malhumorat e impacient i contradictori. Malgrat tot aquest menyspreu insolent per la resta de la humanitat, la confusió de les seves idees el feia desconfiar de tots aquells s'acostaven a ell, a excepció dels seus favorits, que eren bufons i homes llibertins, ascendits d'entre els servents domèstics per ser els seus companys. Amb aquests va viure amb tota mena d'intemperància i llibertinatge, especialment bevent licors espirituals en excés, que inflamaven les passions i alteraven la poca comprensió amb la qual va néixer. Tenia però, l'astúcia suficient per a comportar-se amb molta solemnitat en la presència d'Alivardi, a qui ningú es va atrevir a informar del seu caràcter real. En els estats despòtics, el sobirà és sempre l'últim a escoltar el que l'afecta més de saber.
Dos historiadors musulmans de l'època van escriure sobre ell, i ambos van fer especial menció de la seva excepcional crueltat i arrogància.
Ghulam Husain Salim va escriure:
A causa de la duresa i la indulgència del caràcter de Siraj ud-Daulah, la por i el terror s'havien instal·lat en el cor de tothom fins al punt de que ningú entre els generals de l'exèrcit o dels nobles de la ciutat estava lliure d'ansietat. Entre els seus funcionaris, qualsevol que anés a veure a Siraj ud-Daulah esperava perdre la vida i l'honor, i quan tornaven sense haver caigut en desgràcia o ser maltractats, donaven les gràcies a Déu. Siraj ud-Daulah tractava tots els nobles i generals d'Alivardi de ridículs i bufons, i els donava a cadascun un sobrenom despectiu que els maltractava a cadascun d'ells. Per dura que fos qualsevol expressió o abusiu que fos un epítet que sortís dels seus llavis, Siraj ud-Daulah no dubtava en pronunciar-lo davant de tothom, i ningú no gosava de respirar tranquil·lament en la seva presència.
Ghulam Husain Tabatabai va dir això d'ell:
No fent distinció entre el vici i la virtut, portava la corrupció allà on anava, i, com un home amb una ment alienada, va fer de les cases dels homes i dones distingits l'escenari de les seves depravacions, sense atendre a qualsevol rang o posició. En poc temps es va convertir en un governant detestat, i la gent quan es reunia amb ell per casualitat, deia: Déu ens lliuri d'ell!